# Adesmia hunzikeri
Adesmia hunzikeri är en ärtväxtart som beskrevs av Arturo Erhardo Erardo Burkart. Adesmia hunzikeri ingår i släktet Adesmia och familjen ärtväxter. Inga underarter finns listade i Catalogue of Life.